# Geert Versnick
Geert Versnick (Gent, 15 december 1956) is een Belgisch advocaat en voormalig liberaal politicus voor Open Vld.

## Levensloop
Versnick studeerde in 1980 af aan de Rijksuniversiteit Gent als licentiaat in de rechten en was van 1980 tot 2000 advocaat aan de balie van Gent van 1980 tot 2000.
Van 1982 tot 1984 was Versnick attaché en later juridisch adviseur op het kabinet vice-eersteminister en minister van Buitenlandse Handel en Financiën Willy De Clercq. Van 1984 tot 1985 hij vervolgens juridisch adviseur van vice-eersteminister en minister van Financiën en Middenstand Frans Grootjans en van 1986 tot 1988 was hij werkzaam als privésecretaris van Guy Verhofstadt, vice-eersteminister en minister van Begroting, Wetenschapsbeleid en Plan.

### Politiek
Voor de toenmalige liberale partij PVV, het latere VLD/Open Vld, werd Versnick in oktober 1988 verkozen tot gemeenteraadslid van de stad Gent. Hij bleef gemeenteraadslid tot eind 1994 en was van 1993 tot 2001 voorzitter van de Gentse VLD-afdeling. Tussen januari 2001 en maart 2017 zetelde Versnick opnieuw in de Gentse gemeenteraad. Van 2001 tot 2006 was hij er schepen van Openbare Werken en van 2006 tot 2012 schepen van Intercommunales en Financiële Participaties, een functie die hij combineerde met het voorzitterschap van het OCMW.
Ook op federaal en internationaal niveau was hij politiek actief. Hij zetelde van april 1994 tot juni 2010 in de Kamer van volksvertegenwoordigers en was sinds 2003 lid van de Parlementaire Vergadering van de Raad van Europa en van de West-Europese Unie. Vanaf 1994 maakte hij deel uit van de Interparlementaire Unie. Sinds 2006 was hij lid van het uitvoerend comité. In de Kamer was Versnick van maart tot juli 1999 secretaris en nam hij zitting in de commissies Buitenlandse Betrekkingen (1994-2007 en 2009-2010) en Herziening van de Grondwet (1997-2003 en 2007-2008) en Landsverdediging (2008-2010). Van 1999 tot 2000 en van 2009 tot 2010 was Versnick voorzitter van de Kamercommissie Buitenlandse Betrekkingen en van 2000 tot 2001 was hij voorzitter van de parlementaire onderzoekscommissie naar de moord op de Congolese premier Patrice Lumumba. Bij de verkiezingen van juni 2010 kwam hij niet meer op.
In de periode mei 1994-mei 1995 had hij als gevolg van het toen bestaande dubbelmandaat gedurende één jaar ook zitting in de Vlaamse Raad. De Vlaamse Raad was vanaf 21 oktober 1980 de opvolger van de Cultuurraad voor de Nederlandse Cultuurgemeenschap, die op 7 december 1971 werd geïnstalleerd, en was de voorloper van het huidige Vlaams Parlement. Hier zetelde Versnick in de commissie Buitenlandse en Europese Aangelegenheden.
Van 1993 tot 1999 was Versnick secretaris-generaal van de VLD. Hij stelde zich in 1999 ook kandidaat voor het partijvoorzitterschap, maar dat ging toen naar Karel De Gucht.
Bij de lokale verkiezingen van oktober 2012 was hij lijsttrekker van de Oost-Vlaamse provincieraadlijst en lijstduwer van de stadslijst van Gent. Na de verkiezingen combineerde hij de mandaten van gedeputeerde van de provincie Oost-Vlaanderen en gemeenteraadslid van Gent. Als provinciaal gedeputeerde was hij bevoegd voor Economie en POM, Ruimtelijke Planning, Externe Betrekkingen en Europese Projecten.
Versnick zetelde in diverse raden van bestuur:
- bestuurder van elektriciteitsbedrijf Electrabel (1998-2000, 2003-2010),
- voorzitter (2006-2013) en ondervoorzitter (2013-2017) van netbeheerder Eandis,
- lid van het strategisch comité en bestuurder (sinds 2020) van netbeheerder Publigas,
- voorzitter van de gemeentelijke holding Publi-T (sinds 2013),
- bestuurder (sinds 2014), ondervoorzitter (2018-2025) en voorzitter (sinds 2025) van netbeheerder Elia,
- bestuurder van netbeheerder Fluxys (2018-2024).

In 2019 werd hij tot ereschepen benoemd. Hij voldeed aan de objectieve criteria om die eretitel te krijgen, maar vanwege de controverse rond zijn figuur (zie onder) kwam er zowel vanuit oppositie als meerderheid kritiek hierop.